# Station Tofukuji
Station Tōfukuji (東福寺駅, Tōfukuji-eki) is een spoorwegstation in de wijk Higashiyama-ku in de Japanse stad  Kyoto. Het wordt aangedaan door de Keihan-lijn (Keihan) en de Nara-lijn (JR West). Het station bestaat uit twee naast elkaar gelegen 'stations', welke door loopbruggen met elkaar zijn verbonden. Daar het station door verschillende maatschappijen beheerd wordt, dient men bij een overstap naar een trein van een andere maatschappij een nieuw kaartje te kopen. Het station heeft in totaal vier sporen aan vier zijperrons. 

## Lijnen

### Keihan
| 1 | ■ Keihan-lijn | richting Sanjō en Demachiyanagi                              |
| 2 | ■ Keihan-lijn | richting Chūshojima, Hirakatashi, Yodoyabashi en Nakanoshima |

### JR West
| 1 | ■ Nara-lijn | richting Kioto             |
| 2 | ■ Nara-lijn | richting Uji, Kizu en Nara |

## Geschiedenis
Het station van Keihan werd in 1910 geopend en in 1957 het station van JR. In 1970, 1993 en 2011 werd het station vernieuwd. 

## Overig openbaar vervoer
Bussen 202, 207 en 208

## Stationsomgeving
Het station is vernoemd naar de nabijgelegen Tōfukuji-tempel.
- Kamo-rivier
- Sennyū-tempel
- Internationale school van Kioto
- Eerste Rode Kruis-ziekenhuis van Kioto
- Hoofdkantoor van Intelligent Systems
- Lawson
- Daily Yamazaki

Kioto · Tōfukuji · Inari · JR Fujinomori · Momoyama · Rokujizō · Kohata · Ōbaku · Uji · JR Ogura · Shinden · Jōyō · Nagaike · Yamashiro-Aodani · Yamashiro-Taga · Tamamizu · Tanakura · Kamikoma · Kizu (Narayama · Nara)